# Munkácsy Kálmán
Munkácsy Kálmán (Esztergom, 1866. július 31. – Esztergom, 1901. október 28.) író, újságíró és szerkesztő.

## Életútja
Munkácsi Károly székesfőkáptalani főszámvevő és Deszát Lajka fia. A gimnáziumot szülővárosában és Kalocsán végezte; a jogot 1884-től a budapesti egyetemen hallgatta; majd több évet töltött külföldön: Párizsban, Londonban, Amszterdamban, mint a Pesti Hírlap levelezője. Budapestre visszatérve, előbb a Hét, majd a Pesti Napló dolgozótársa volt. 1895-ben Esztergomba ment és ott a magyar királyi közalapítványnál joggyakornok lett; egyszersmind átvette az Esztergom és Vidéke felelős szerkesztését, melyet bekövetkezett haláláig folytatott.
Elbeszéléseket és tárcákat írt a Korunkba (1834. elb.); a Képes Családi Lapokba (1885–1886., 1888. elb.); a Pesti Hirlapba (159. sat. tárcák, 299. sz. Párisi levél); írt még a Magyar Államba, Katholikus Családba, Katholikus Társadalomba és az Összetartásba.

## Művei
- Hóvirágok. Bpest, 1883. (Elbeszélések. Ifjúsági Könyvtár 1.).
- Hosszú estékre. Rajzok és elbeszélések. Bpest, 1885.
- A szív életéből. Bpest, 1887. (Elbeszélések. Ism. Nemzet 89. sz., Irodalom 15., 16. sz.).
- A meglepetés, vígj. 1 felv. Bpest, 1888. (Ifjúsági színház 7.).
- Szürkület. Esztergom, 1893. (18 elbeszélés. Ismert. Hét 51. Főv. Lapok 61. sz. Élet 112. l.).
- Pintyőke. Elbeszélés. Bpest, 1897.

Szerkesztette az Ifjúsági Könyvtárt 1883-ban Pesten, melyből azonban csak egy füzet jelent meg.